# لي هونغ منه
لي هونغ منه (بالفيتنامية: Lê Hồng Minh) هو لاعب كرة قدم فيتنامي في مركز الوسط، ولد في 15 سبتمبر 1978 في تانه هوا في فيتنام. شارك مع منتخب فيتنام لكرة القدم. أما مع النوادي، فقد لعب مع نادي إس إتش بي دا نانغ ونادي هانوي.

## وصلات خارجية
- لي هونغ منه على موقع قاعدة بيانات كرة القدم.إي يو (الإنجليزية)
- لي هونغ منه على موقع ناشيونال فوتبول تيمز (الإنجليزية)